# Tashkent City Park
Tashkent City Park (узб. Tashkent City bog`i) — городской парк в центре Ташкента, самая масштабная рекреационная парковая зона в Узбекистане. Расположен на территории международного делового центра Tashkent City.
Функциональную модель парка, в рамках которой были запрограммированы сценарии использования территории парка, разработала российская компания КБ Стрелка.
Проектировщиками парка стали компании «Prime Tower Group», «Özgüven mimarlik» (Турция) и «Спектрум» (Россия), разработчиком ландшафтной концепции — SF Landscape Architecture (Италия). Ландшафтный дизайн парка, включая расстановку зелёных насаждений разработала турецкая компания MDesign.
Генеральным подрядчиком проекта стала компания «Discover Invest».
Официальное открытие парка состоялось 13 октября 2019 года.

## История
Tashkent City Park, как часть проекта МДЦ Tashkent City, построен на месте снесённых махаллей Олмазор и Укчи.
3 июля 2018 года общественный совет при хокимияте Ташкента и дирекция МДЦ Tashkent City, совместно с КБ Стрелка и Alpha Education организовали проектный семинар, с целью собрать мнения активных и интересующихся горожан о том, какой парк им нужен, а также привлечения креативных людей, готовых предложить уникальные идеи как на стадии проектирования, так и при реализации парка.
Общественное обсуждение проекта подобного масштаба проводилось в Узбекистане впервые.

## Исторические памятники

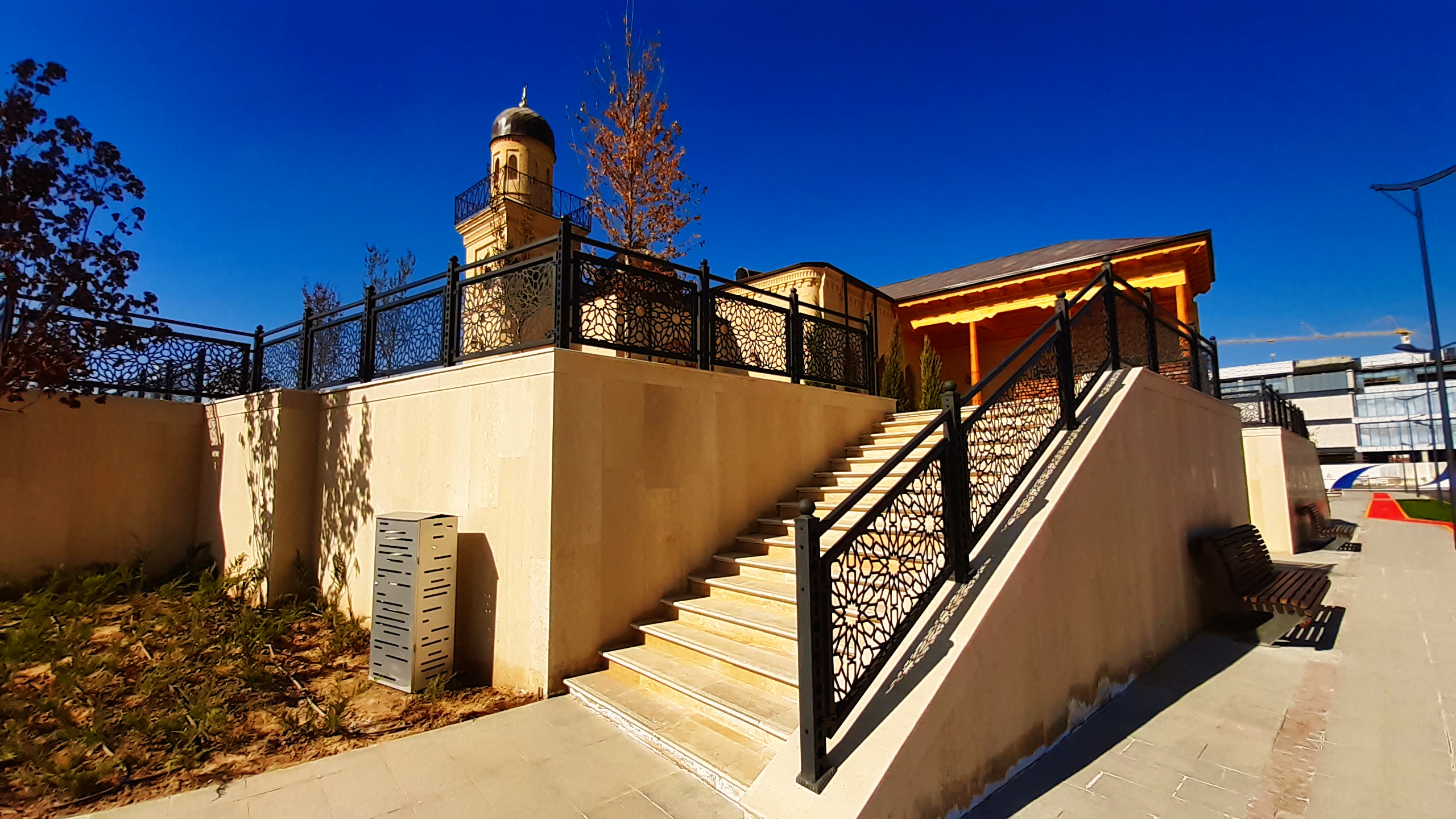
Мечеть Орифжонбой-ота на территории парка

На территории парка располагаются два объекта культурного наследия Узбекистана, датированные XIX-XX веками. Во время создания парка они были сохранены и отреставрированы:
- Гробница династии Эшонзодалар, где захоронены четыре её потомка. Представитель династии, Ахмад Эшон Шоший Қоратоший перевёл на узбекский язык священный Коран. В настоящее время рукописи автора хранятся в Управлении мусульман Узбекистана.
- Мечеть Орифжанбой ота, построенная в начале XX веке — одно из первых сооружений, возведённых в Узбекистане в стиле модерн. Мечеть носит имя своего создателя, на чьи средства была организована постройка.

## Объекты парка

### Растительность

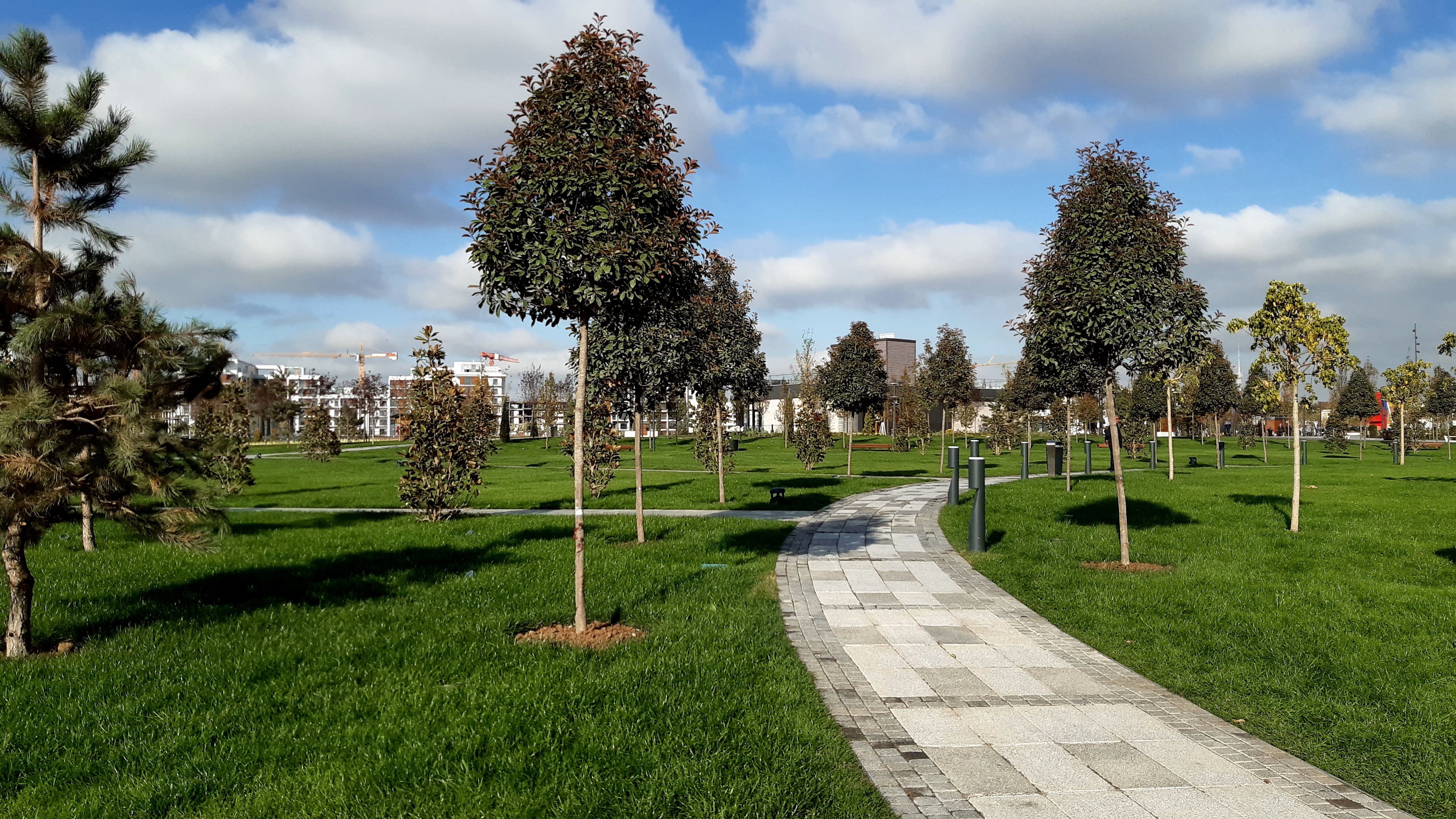
Молодые деревья в парке

На территории парка высажено более 4500 быстрорастущих деревьев.
Высадка эксклюзивных растений осуществлялась турецкой компанией Natural Peyzaj, сами растения поставлялись из итальянских питомников Vanucci Piante, Giorgio Tesi Group и Краснодарского края.
Среди деревьев, на территории парка высажены магнолия крупноцветковая, сосна черная Австрийская и обыкновенная, туя восточная, слива растопыренная Pissardi, дуб черешчатый, берёза повислая, Индийская сирень, щтамбовые олеандры, различные виды клёна и др. Некоторые саженцы были специально привезены из Италии.
Среди кустарников, расположенных по всей площади парка: фотиния, бересклет японский Aurea и Green Spire, гаура Линдхеймера, жимолость блестящая, можжевельники стелющиеся.
На территории парка расположен Сад цветов площадью 15200 кв.м.

### Озеро

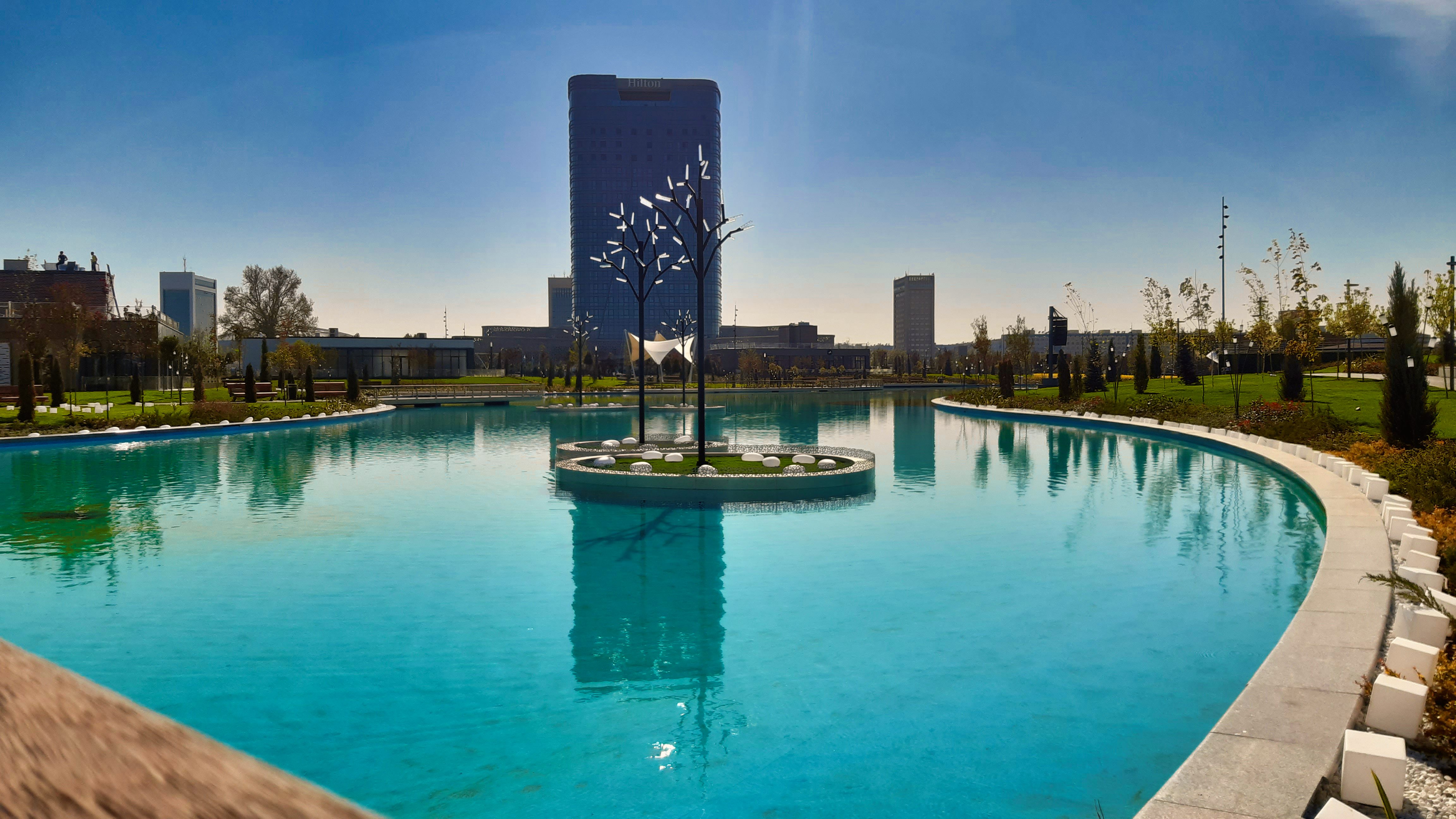
Искусственное озеро с музыкальным фонтаном в Tashkent City Park

Площадь искусственного водоёма в центре парка составляет 15 га. В центре озера расположен музыкальный фонтан длиной 200 м. Во время шоу поток воды выстреливается на 80-метровую высоту.
Длина центрального моста через озеро составляет 50 метров, а боковых мостов – 18 метров. На берегу озера располагаются множество ресторанов и кофеен.

### Tashkent Planetarium

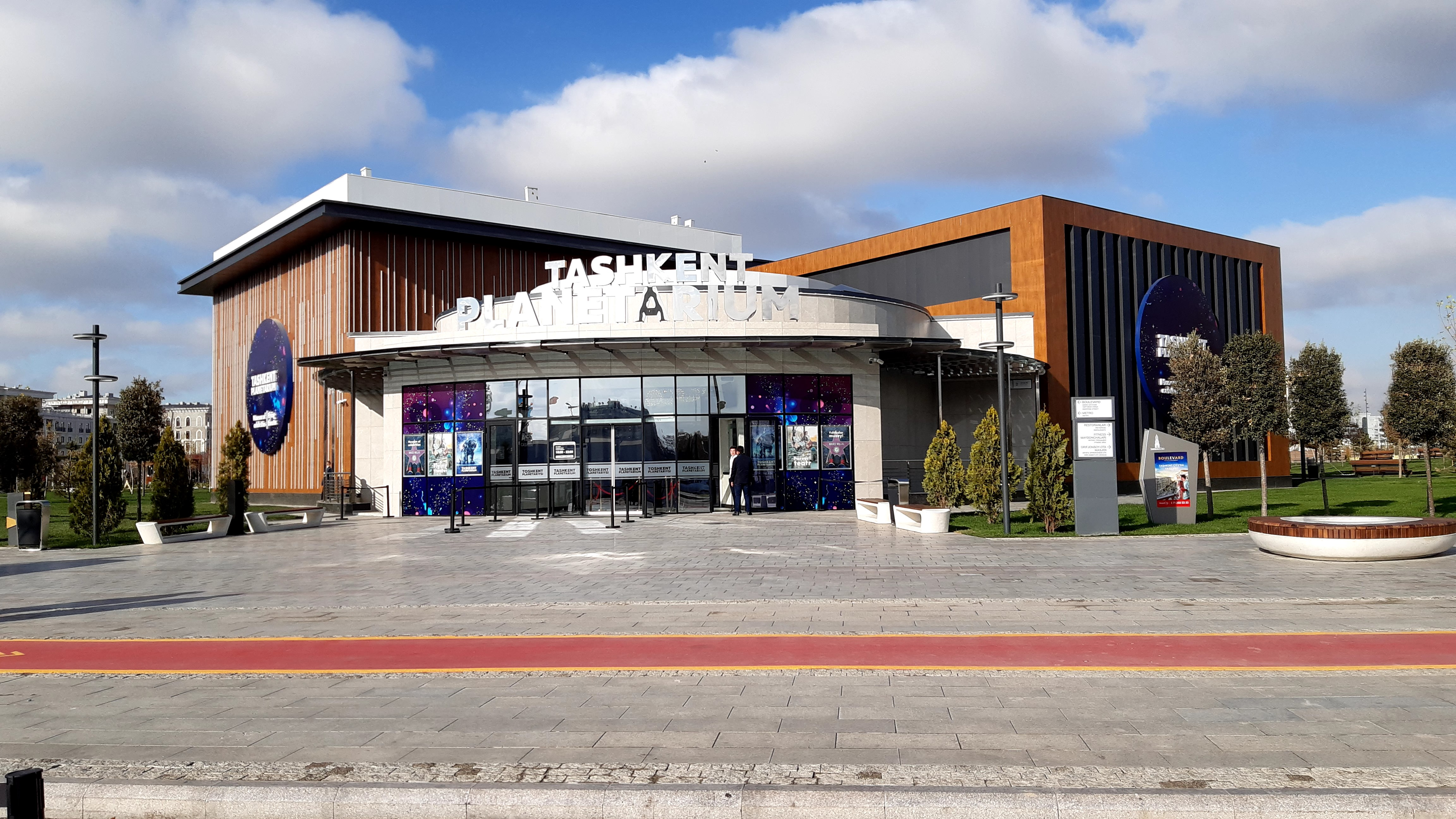
Tashkent Planetarium

Здание Tashkent Planetarium состоит из нескольких частей. Среди них:
- Музей восковых фигур «Yulduzlar muzeyi»[6]
- 7D кинотеатр «Летающий театр»
- Планетарий «Tashkent Planetarium»

В музее восковых фигур расположены фигуры Королевы Елизаветы II, Дональда Трампа, Мэрилин Монро, Арнольда Шварценеггера, Дуэйна Джонсона, Брюса Уиллиса, Чарли Чаплина, Мистера Бина, капитана Джека Воробья, Марка Цукерберга, Билла Гейтса, Альберта Эйнштейна и Майка Тайсона и других.
Длительность сеанса в планетарии составляет 25 минут.

### Амфитеатр
В парке расположен амфитеатр, вмещающий 450 мест. С амфитеатра открывается лучший вид на музыкальный фонтан с лазерным шоу и спецэффектами.

### Спортивные и детские площадки
На территории парка располагаются детская площадка площадью 4010 кв.м и спортивная площадка, площадью 560 кв.м. Также в парке находится баскетбольная площадка.

## Навигация

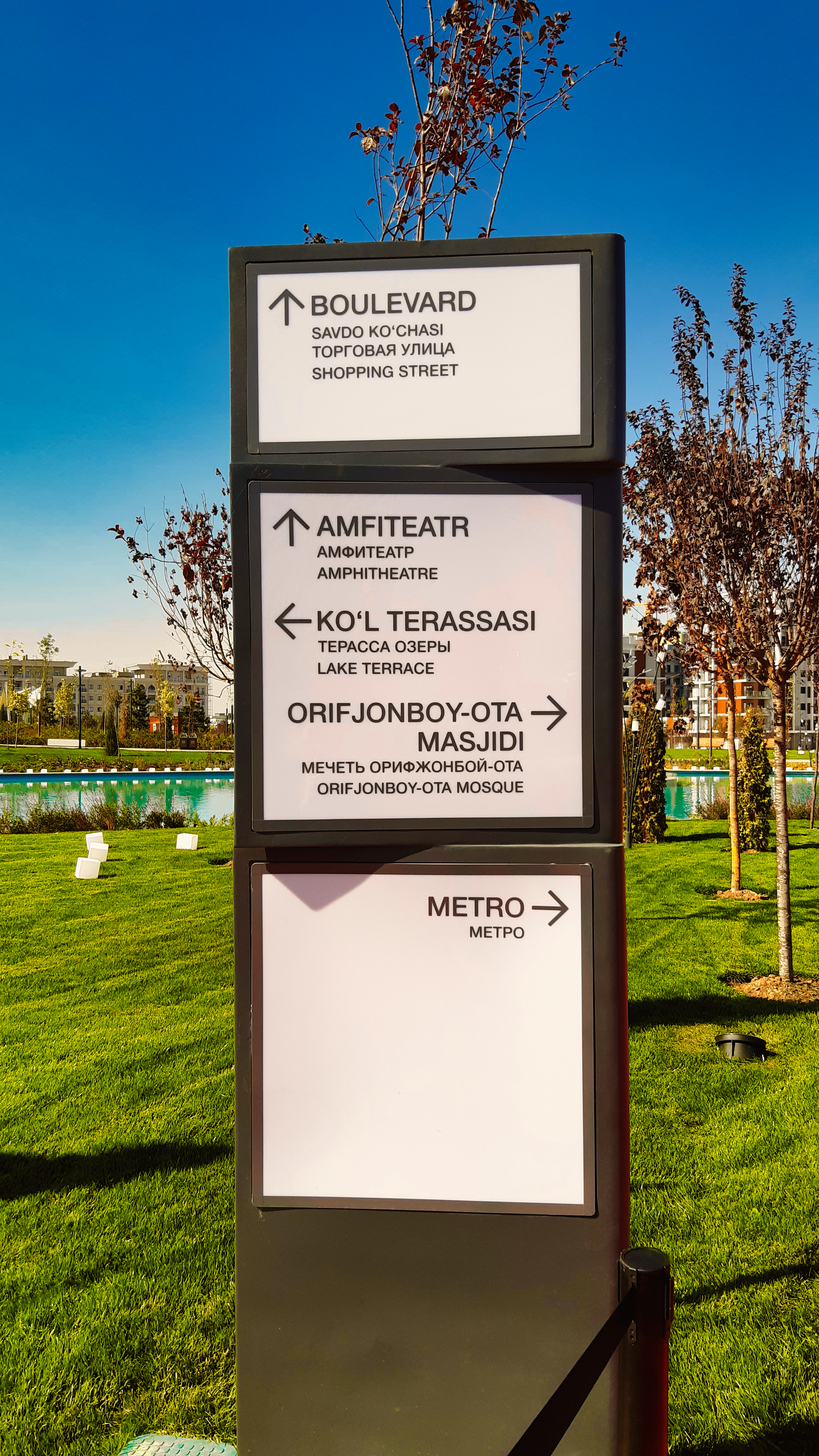
Указатели в Tashkent City Park

Кроме навигационных табло, в различных частях парка расположены электронные инфокиоски, работающие на трех языках (узбекском, русском, английском), предоставляющие различную информацию и помогающие сориентироваться в парке.
Сенсорный дисплей инфокиоска позволяет выбрать нужный объект и программа автоматически строит ближайший маршрут до него.
За безопасность в парке отвечает охранный персонал, передвигающийся на специализированных электромобилях с мигалками.

## Велодорожки
По периметру территории парка находится круговая велодорожка, длиной 1740 метров, выполненная из материала, предотвращающего скольжение.

## Транспорт
Ближайшие станции метро к парку — Пахтакор, Дружбы Народов, Алишера Навои и Узбекистанская — находятся в пешей доступности.
Возле парка имеются несколько остановок общественного транспорта.

## Галерея

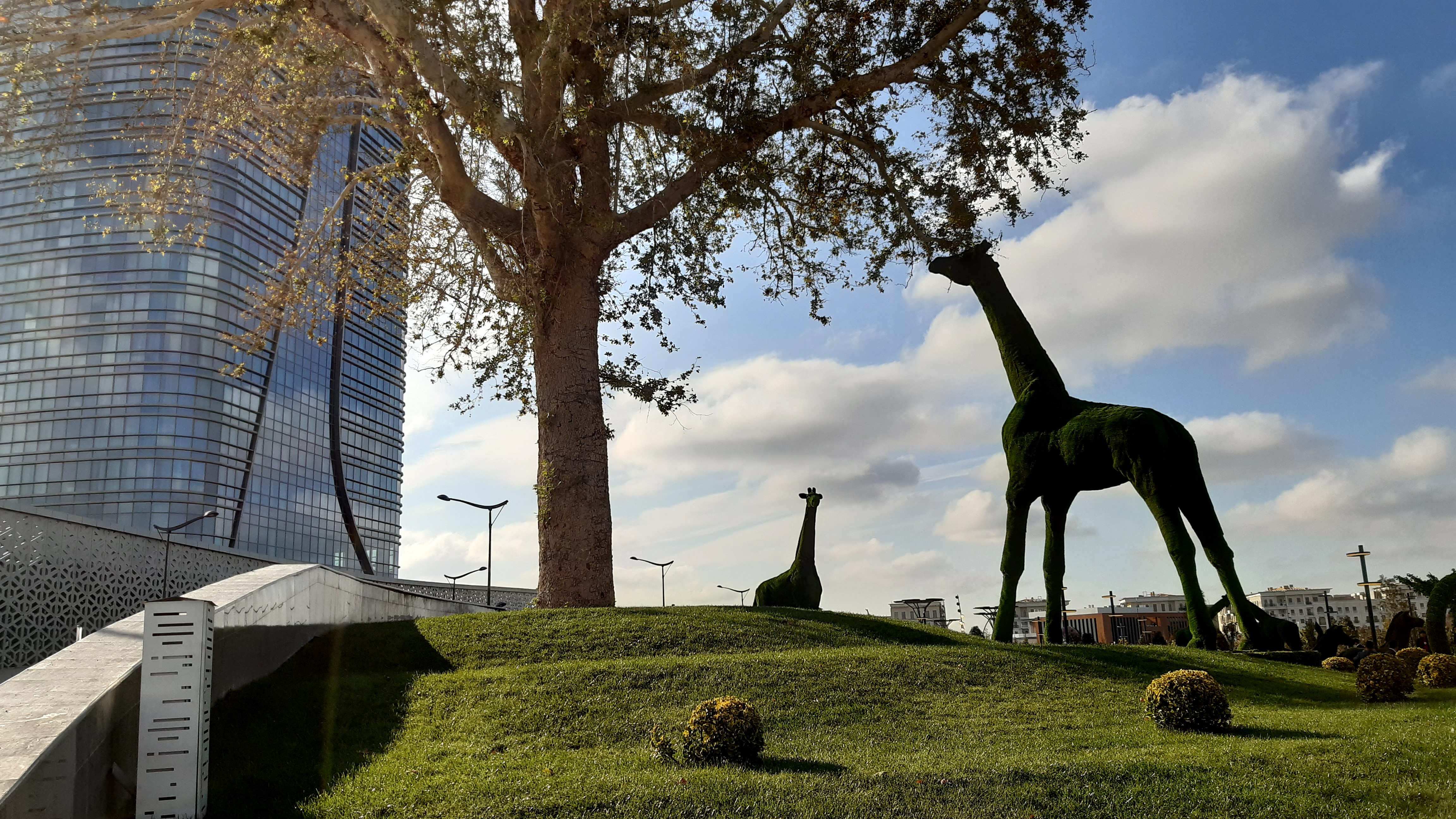
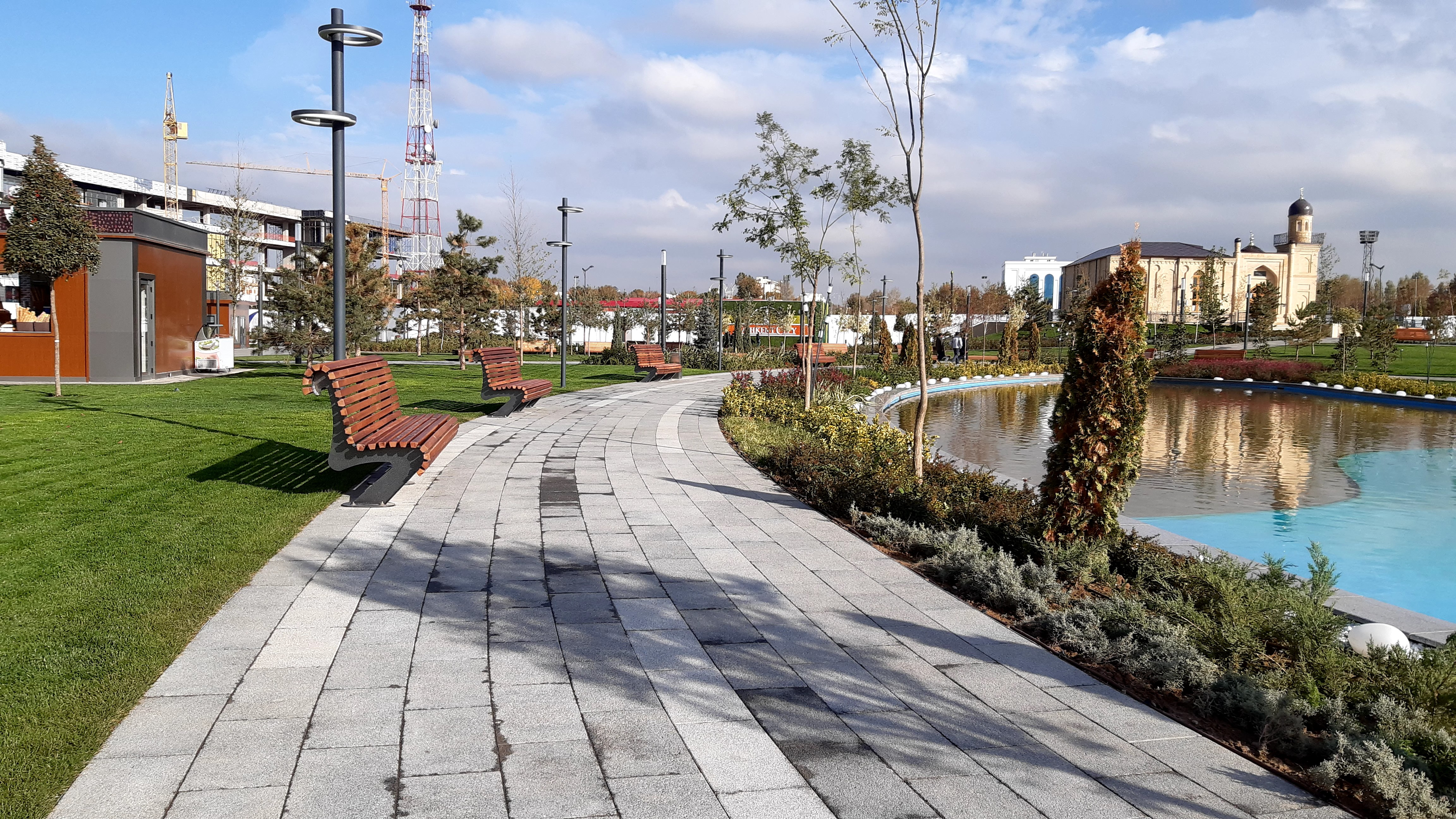
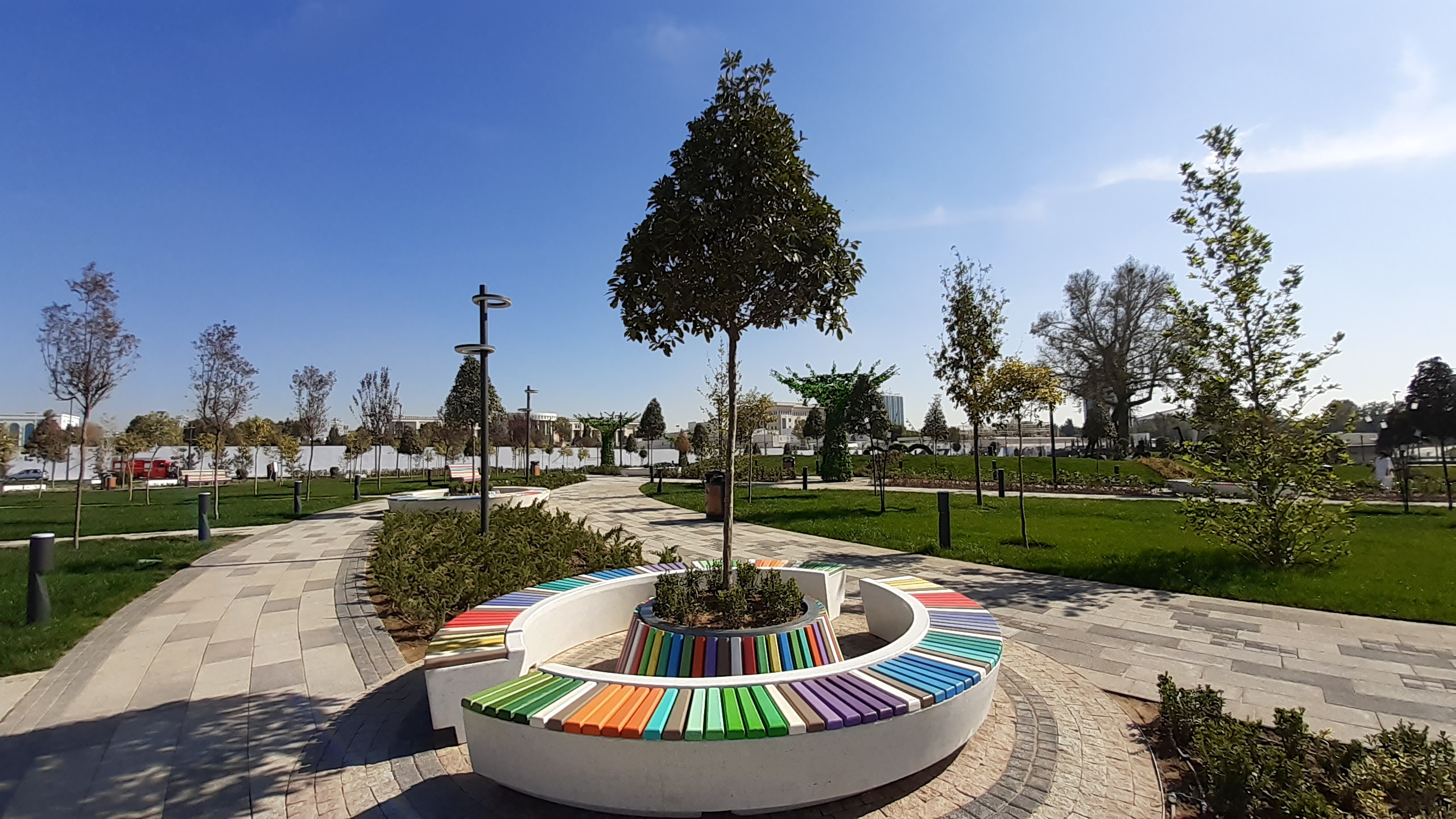
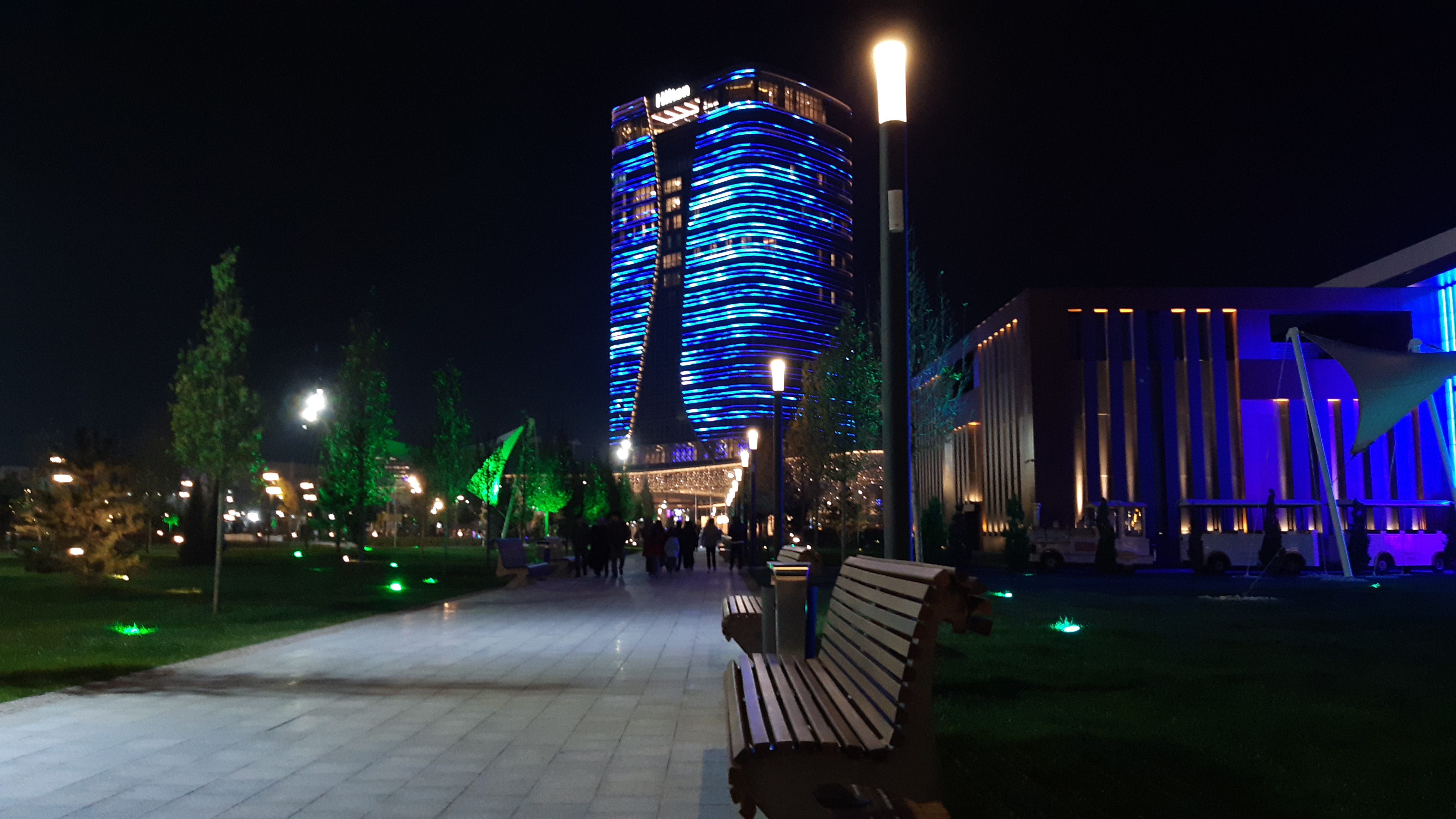
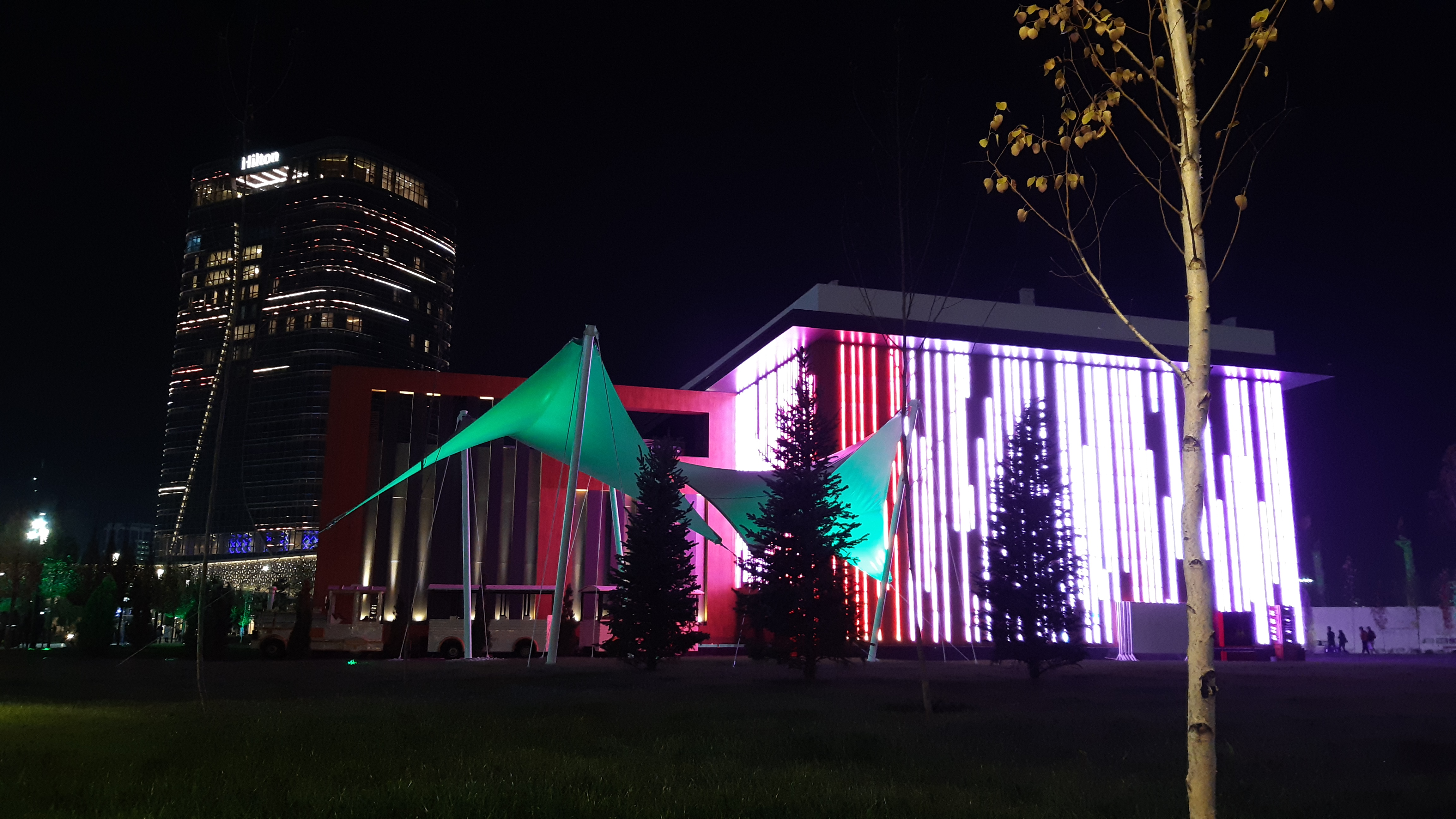
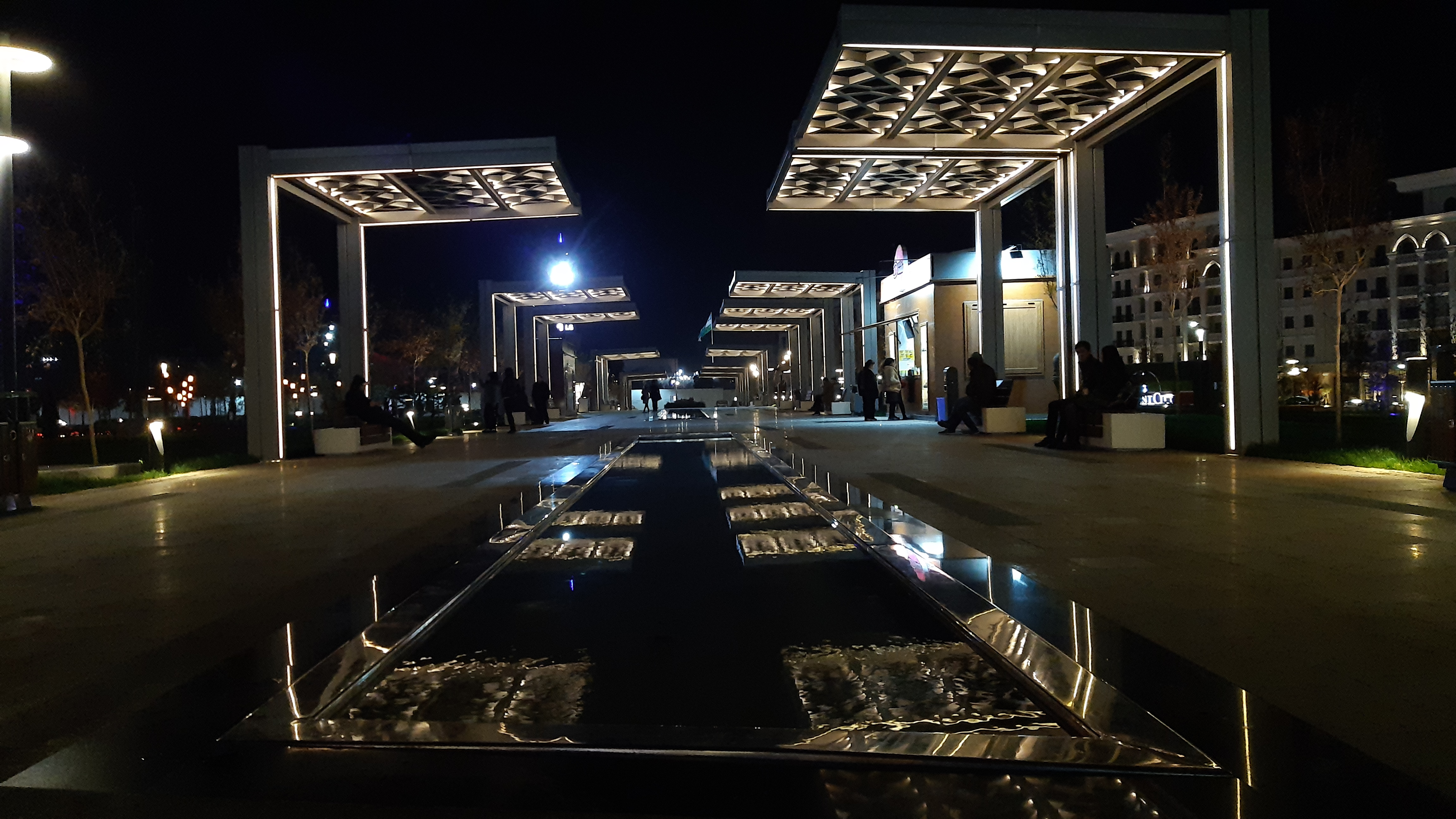
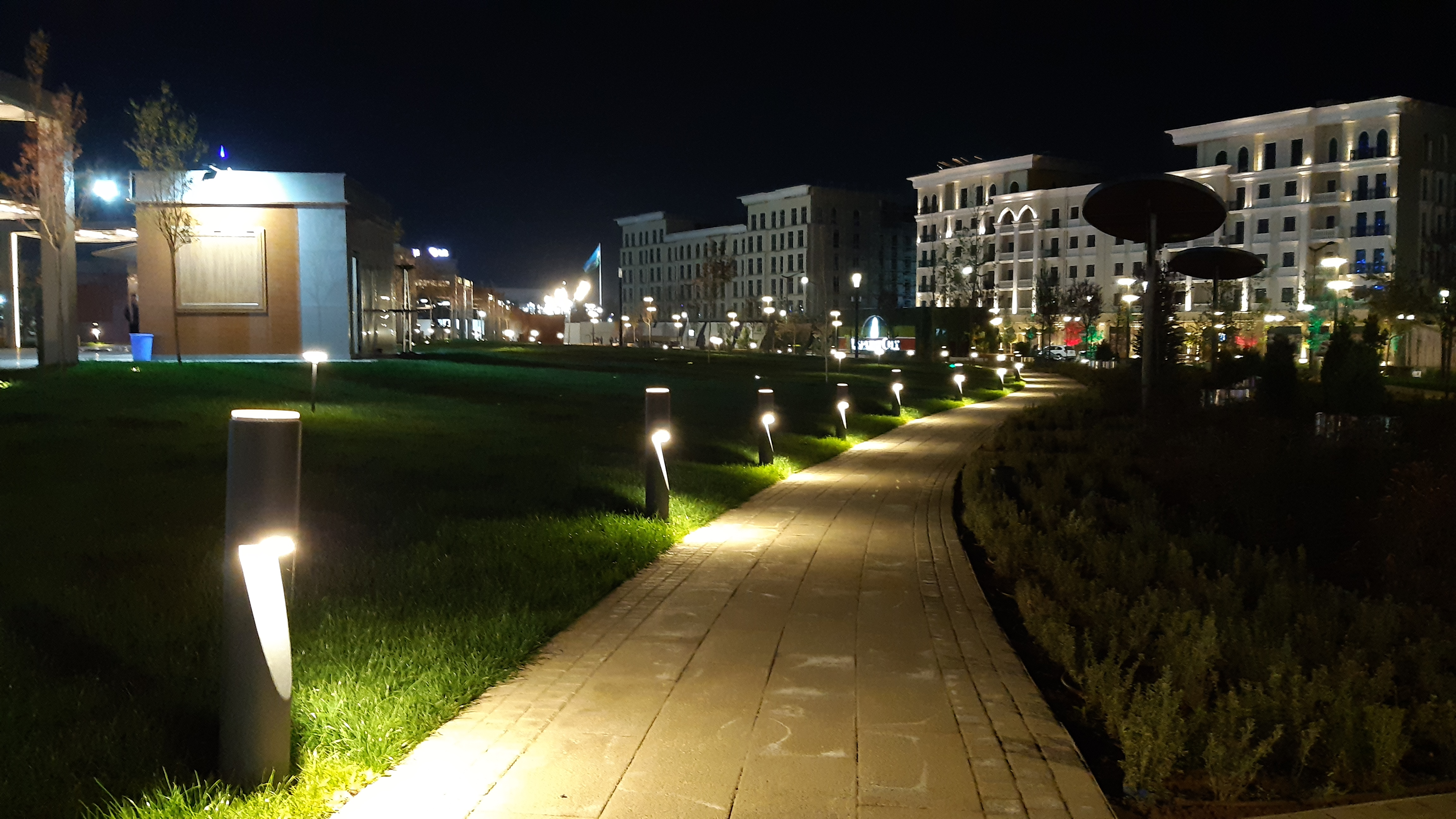
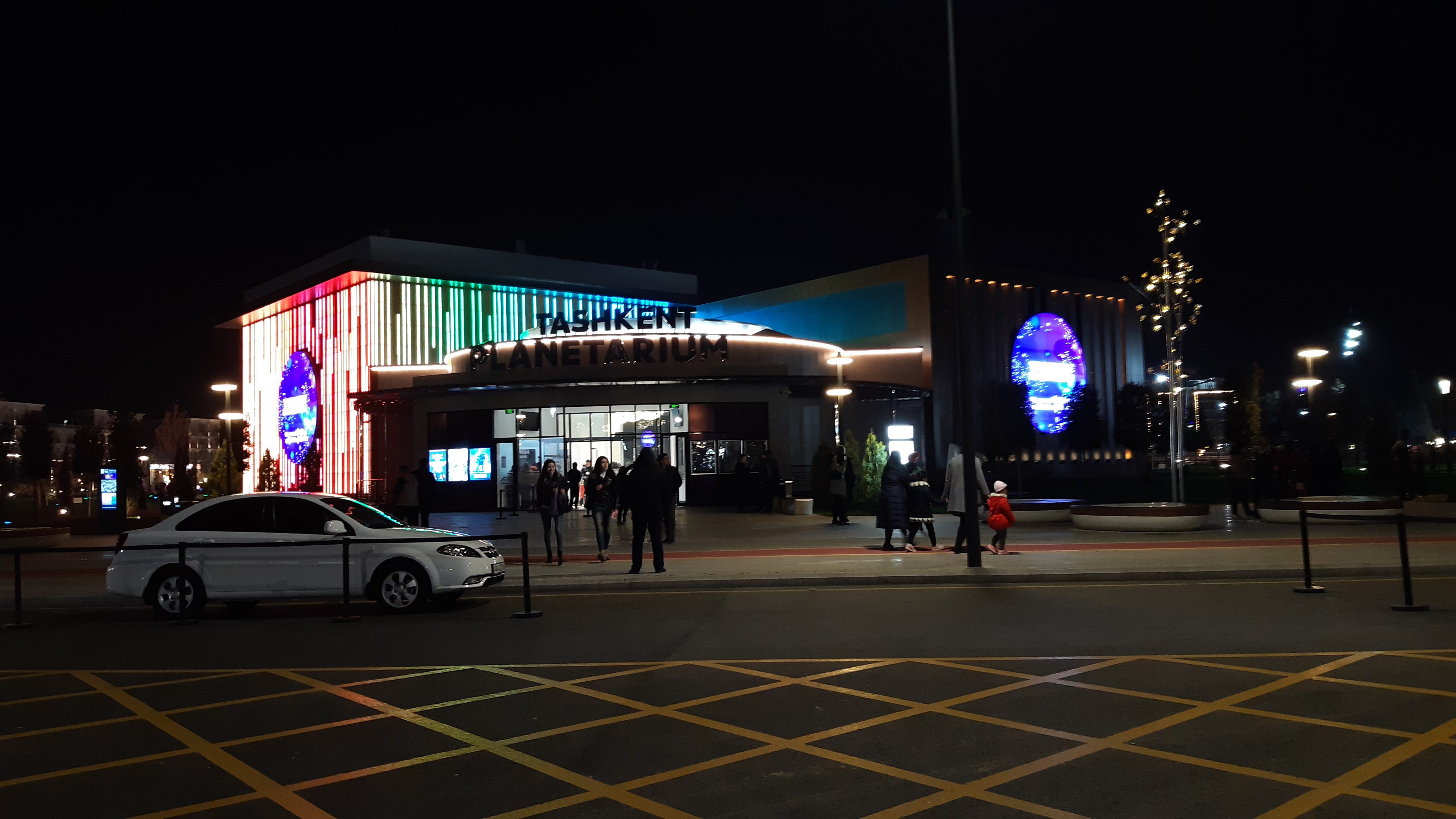